# Anavae
 (septembre 2022).
 (septembre 2022).
La mise en forme du texte ne suit pas les recommandations de Wikipédia : il faut le « wikifier ».
Les points d'amélioration suivants sont les cas les plus fréquents. Le détail des points à revoir est peut-être précisé sur la page de discussion.
- Les titres sont pré-formatés par le logiciel. Ils ne sont ni en capitales, ni en gras.
- Le texte ne doit pas être écrit en capitales (les noms de famille non plus), ni en gras, ni en italique, ni en « petit »…
- Le gras n'est utilisé que pour surligner le titre de l'article dans l'introduction, une seule fois.
- L'italique est rarement utilisé : mots en langue étrangère, titres d'œuvres, noms de bateaux, etc.
- Les citations ne sont pas en italique mais en corps de texte normal. Elles sont entourées par des guillemets français : « et ».
- Les listes à puces sont à éviter, des paragraphes rédigés étant largement préférés. Les tableaux sont à réserver à la présentation de données structurées (résultats, etc.).
- Les appels de note de bas de page (petits chiffres en exposant, introduits par l'outil «  Source ») sont à placer entre la fin de phrase et le point final[comme ça].
- Les liens internes (vers d'autres articles de Wikipédia) sont à choisir avec parcimonie. Créez des liens vers des articles approfondissant le sujet. Les termes génériques sans rapport avec le sujet sont à éviter, ainsi que les répétitions de liens vers un même terme.
- Les liens externes sont à placer uniquement dans une section « Liens externes », à la fin de l'article. Ces liens sont à choisir avec parcimonie suivant les règles définies. Si un lien sert de source à l'article, son insertion dans le texte est à faire par les notes de bas de page.
- La présentation des références doit suivre les conventions bibliographiques. Il est recommandé d'utiliser les modèles {{Ouvrage}}, {{Chapitre}}, {{Article}}, {{Lien web}} et/ou {{Bibliographie}}. Le mode d'édition visuel peut mettre en forme automatiquement les références.
- Insérer une infobox (cadre d'informations à droite) n'est pas obligatoire pour parachever la mise en page.

Pour une aide détaillée, merci de consulter Aide:Wikification.
Si vous pensez que ces points ont été résolus, vous pouvez retirer ce bandeau et améliorer la mise en forme d'un autre article.
Anavae (souvent abrégé en ae, Æ ou æ) est un duo de rock anglais originaire de Londres, en Angleterre. Le groupe est composé de Rebecca Need-Menear et Jamie Finch. Après leur EP auto-sorti Into the Aether, le groupe a signé avec le label indépendant anglais LAB Records en 2013, sortant un deuxième EP intitulé Dimensions peu de temps après.

## Histoire

### Fondation et premiers titres
Le groupe a été créé par Jamie Finch et la chanteuse principale Rebecca Need-Menear. Peu de temps après, Anavae a sorti quatre morceaux teasers, dont les premiers singles World in a Bottle  et Whatever The Case May Be. En mai 2012, le groupe a sorti trois autres morceaux, qui ont réunis sur leur premier EP, Into the aether , qui a été publié via Bandcamp en téléchargement gratuit ou « nommez un prix », atteignant plus de 10 000 téléchargements. Aerology, sorti le 7 mai 2012, est un EP de remix de 6 titres contenant des remix de leur matériel par d'autres artistes.
Le 19 août 2012, Anavae a été présenté dans Kerrang!, leur première apparition majeure dans un magazine, ainsi qu'un petit article dans Rocksound plus tôt dans le mois. Ils ont fait d'autres apparitions dans Scuzz, Kerrang TV, l'émission de rock Kerrang d'Alex Bakerman, Redbull, Music Week, AbsolutePunk.net, Property Of Zack, Ourzone, FRONT Magazine, Alternative Press, Bryan Stars, Big Cheese Magazine, Spotify et VidZone pour PS3.

### Signature avec LAB Records
En janvier 2013, il a été annoncé que le groupe avait signé un contrat d'enregistrement avec le label britannique indépendant LAB Records et sortirait l'EP Storm Chaser le 10 février 2013, avec la chanson titre Storm Chaser comme premier single pour le label. Storm Chaser est entré dans le classement des singles Rock & Metal britanniques à la 33e place, la troisième nouvelle entrée la plus haute et un classement rare pour un acte affilié à un label qui n'est pas majeur. Ils étaient l'un des deux seuls artistes du « Rock 40 » qui n'étaient ni signés ni distribués par un label majeur. Storm Chaser a également atteint la 10e place du classement des singles rock d'iTunes et a été leur première vidéo à sortir sur la chaîne Anavae VEVO.
En avril 2013, le groupe a terminé sa première tournée au Royaume-Uni sur le Ourzone Found Tour avec I Divide. En octobre, le groupe a sorti un nouveau single, Anti-Faith, et a annoncé son EP Dimensions, sorti le 10 novembre 2013. Dimensions est entré dans le classement officiel du rock à la 32e place et a atteint le top 10 du classement des albums rock d'iTunes. Il a reçu une critique positive de 8/10 de Rock Sound.
Après avoir passé 2014 à écrire principalement de nouvelles chansons, Anavae a auto-publié la chanson Feel Alive le 30 mars 2015 et l'a vue immédiatement reprise et jouée par BBC Radio1 Rock Show et présentée sur BBC Introducing.
Début 2016, Anavae a annoncé sa signature sur le deuxième label Eleven Seven / Better Noise alors qu'il enregistrait du nouveau matériel en studio,.
L'EP Are You Dreaming? est sorti en septembre 2017, enregistré aux Middle Farm Studios avec Peter Miles et Ian Sadler d'Emeline Studios.
En mai 2018, Anavae a annoncé le lancement d'une campagne PledgeMusic. La campagne demandait des dons afin de financer la production d'un nouvel EP et offrait aux donateurs la possibilité de commander des reprises. Deux semaines plus tard, Anavae a annoncé que sa campagne Pledge Music avait atteint le double de son objectif initial et que tout progrès supplémentaire dans l'objectif serait utilisé pour produire des chansons bonus qui n'étaient pas initialement prévues.
Dans le même temps, d'autres artistes utilisant Pledge Music ont commencé à signaler des paiements lents de la part de l'entreprise. Le problème s'est poursuivi l'année suivante jusqu'en mai 2019, lorsqu'il a été révélé que le cofondateur de Pledge Music, Benji Rogers, avait admis avoir utilisé l'argent donné aux artistes pour rembourser les dettes de l'entreprise à la place. En juillet 2019, une requête a été présentée à la Haute Cour de Londres pour mettre fin à Pledge Music. En août 2019, la pétition a été acceptée et, depuis lors, l'entreprise a fait faillite.
En conséquence, l'EP d'Anavae produit via Pledge Music a été mis en attente à une date indéterminée en 2019 faute de financement.

### Signature avec A Wolf At Your Door
À une autre date indéterminée en 2019, Anavae a signé avec A Wolf At Your Door pour produire un album. Début septembre 2019, Anavae a annoncé son nouvel album, intitulé 45. L'album comprend à la fois de nouvelles chansons et des chansons précédentes qui ont été faites pendant la campagne Pledge, atteignant un total de 12 chansons. L'album est sorti le 11 novembre 2019 sur toutes les plateformes de streaming musical ainsi qu'un disque physique sur CD ou vinyle.
Le 19 mars 2021, Anavae a sorti une version instrumentale de 45 sur les plateformes de streaming musical.

### Débuts sur Patreon
Plus tard en mars 2021, Anavae a annoncé avoir créé un profil Patreon pour aider à financer de futurs projets musicaux. Ils enregistrent également un podcast mensuel exclusif, donnant un aperçu de la production de chansons précédemment publiées pour lesquelles les membres ont voté, ainsi que des parties de guitare. Trippin' est la première chanson entièrement financée par les membres de Patreon.

## Membres
- Rebecca Need-Menear - chanteuse principale
- Jamie Finch - guitare, synthétiseur

## Discographie

### Meilleures places dans les classements musicaux
| An   | Titre de l'album | Détails de la version                                                     | Meilleure place dans les classements | Meilleure place dans les classements |
| An   | Titre de l'album | Détails de la version                                                     | Albums de rock britanniques          | Albums iTunes Rock                   |
| ---- | ---------------- | ------------------------------------------------------------------------- | ------------------------------------ | ------------------------------------ |
| 2012 | Into The Aether  | - Sortie : 1er mai 2012 - Label : indépendant - Format : CD, numérique    | —                                    | —                                    |
| 2013 | Storm Chaser     | - Sortie : 10 février 2013 - Label: LAB Records - Format : CD, numérique  | —                                    | —                                    |
| 2013 | Dimensions       | - Sortie : 10 novembre 2013 - Label: LAB Records - Format : CD, numérique | 32                                   | 11                                   |

| An   | Titre             | Meilleure place dans les classements | Meilleure place dans les classements | Album                                        | Remarques                          |
| An   | Titre             | Chansons rock britanniques           | Chansons rock d'iTunes               | Album                                        | Remarques                          |
| ---- | ----------------- | ------------------------------------ | ------------------------------------ | -------------------------------------------- | ---------------------------------- |
| 2012 | World in a Bottle | —                                    | —                                    | Into The Aether                              | 400 000 vues sur YouTube           |
| 2013 | Storm Chaser      | 33                                   | dix                                  | Sortie promotionnelle anticipée / Dimensions | Vidéo sur VEVO                     |
| 2013 | Anti-Faith        | —                                    | —                                    | Sortie promotionnelle anticipée / Dimensions | Vidéo sur VEVO                     |
| 2015 | Feel Alive        | —                                    | —                                    | Feel Alive                                   | Vidéo sur VEVO                     |
| 2019 | Afraid            | —                                    | —                                    | 45                                           |                                    |
| 2019 | High              | —                                    | —                                    | 45                                           |                                    |
| 2019 | Not Enough        | —                                    | —                                    | 45                                           |                                    |
| 2020 | Hell              | —                                    | —                                    |                                              |                                    |
| 2021 | Trippin'          | —                                    | —                                    |                                              | Financé par les membres de Patreon |

### Vidéos musicales
| Year | "Name"                   |
| ---- | ------------------------ |
| 2011 | Whatever the Case May Be |
| 2012 | World in a Bottle        |
| 2012 | Invaesion                |
| 2012 | Sunlight Through A Straw |
| 2013 | Storm Chaser             |
| 2013 | Anti-Faith               |
| 2013 | The Wanderer             |
| 2014 | Anti-Faith Acoustic      |
| 2014 | Hang Man (lyric video)   |
| 2015 | Feel Alive               |
| 2017 | All Or Nothing           |
| 2018 | Forever Dancing          |
| 2018 | Lose Your Love           |
| 2018 | Afraid                   |
| 2019 | High                     |
| 2019 | Not Enough               |
| 2020 | Hell                     |
| 2021 | Trippin'                 |